# Россошь (Тарасовский район)
Ро́ссошь — хутор в Тарасовском районе Ростовской области. Входит в состав Тарасовского сельского поселения.

## История
В 1967 году в состав населенного пункта включен хутора Васильевка, Васищев, Дробязкин.

## Население
| 2010 |
| ---- |
| 515  |

## Улицы
| - пер. Весёлый, - ул. Колхозная, - ул. Красноармейская, - пер. Луговой, | - ул. Молодёжная, - ул. Песчаная, - ул. Победы, - ул. Подгорная, | - ул. Речная, - ул. Садовая, - ул. Советская, - пер. Степной. |